# Gibão de couro

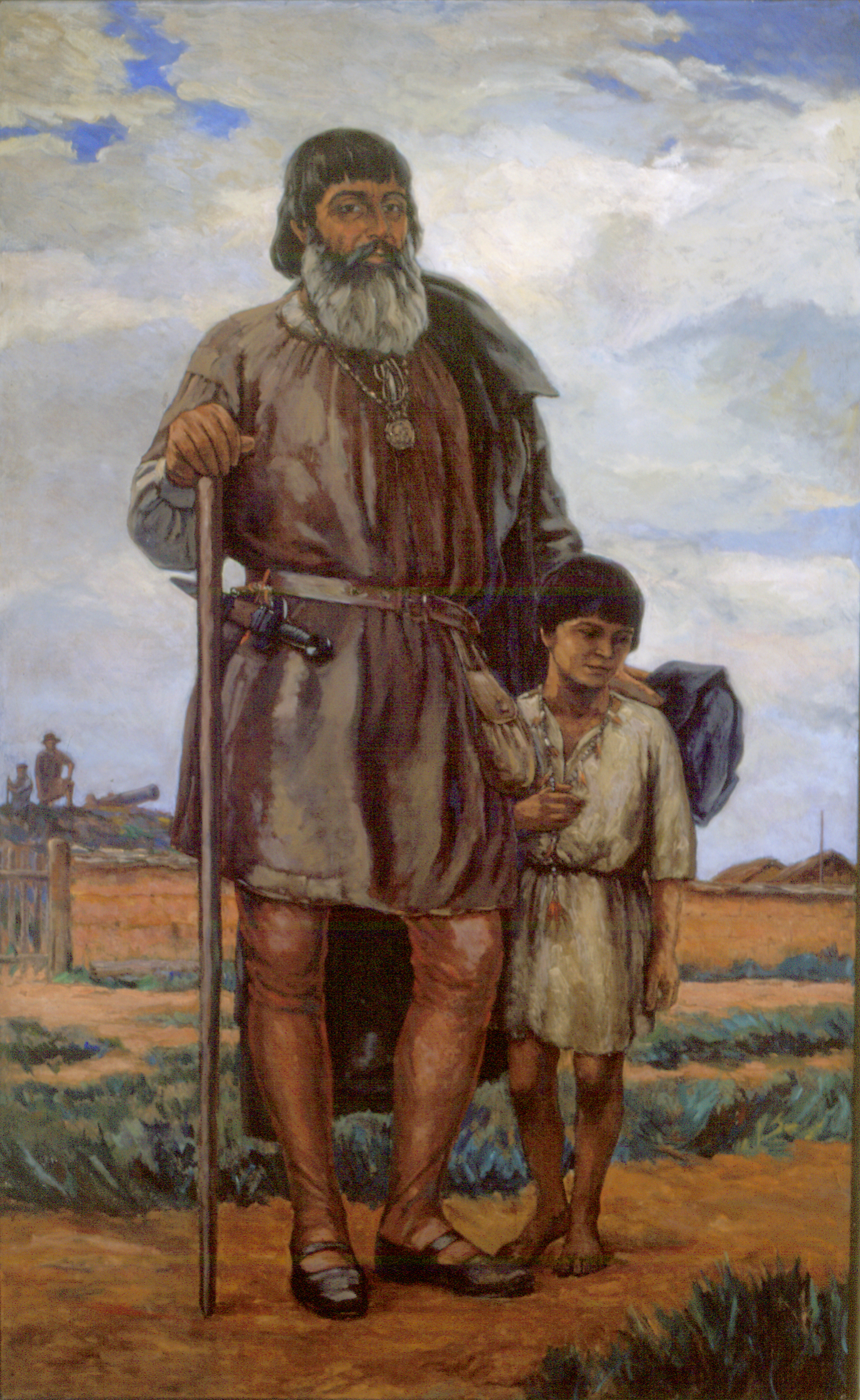
João Ramalho, o "pai dos paulistas", usando um gibão de couro

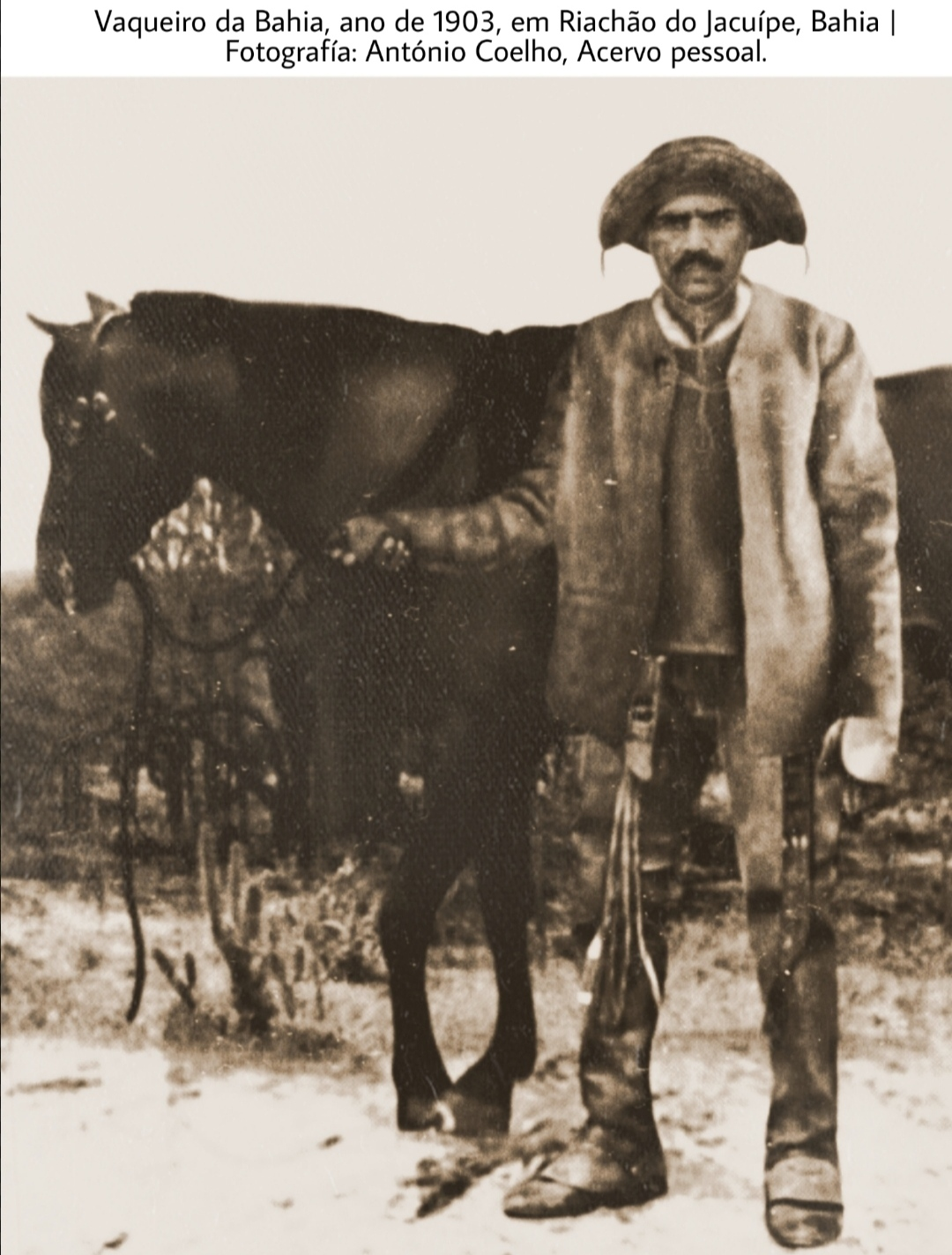
Vaqueiro baiano, ano 1903, com seu gibão de couro, em Riachão do Jacuípe, Bahia.

O gibão de couro é uma peça de roupa utilizada para proteger-se na mata. Se originou do aljuba, usado pelos antigos muçulmanos andaluzes.